# Équipe du Portugal de football au Championnat d'Europe 1996
L'équipe du Portugal de football participe à sa 2e phase finale de championnat d'Europe lors de l'édition 1996 qui se tient en Angleterre du 8 juin 1996 au 30 juin 1996. Les Portugais sont éliminés en quart de finale par la Tchéquie.
À titre individuel, Rui Costa fait partie de l'équipe-type du tournoi, équipe-type composée de 18 joueurs.

## Phase qualificative
La phase qualificative est composée de huit groupes. Les huit vainqueurs de poule, les six meilleurs deuxièmes et le vainqueur du barrage entre les deux moins bons deuxièmes se qualifient pour l'Euro 1996 et ils accompagnent l'Angleterre, qualifiée d'office en tant que pays organisateur. Le Portugal termine 1er du groupe 6.
| Rang | Équipe               | Pts | J  | G | N | P | Bp | Bc | Diff |  | Résultats (▼ dom., ► ext.) |     |     |     |     |     |     |
| ---- | -------------------- | --- | -- | - | - | - | -- | -- | ---- |  | -------------------------- | --- | --- | --- | --- | --- | --- |
| 1    | Portugal             | 23  | 10 | 7 | 2 | 1 | 29 | 7  | +22  |  | Portugal                   |     | 3-0 | 1-1 | 1-0 | 3-2 | 8-0 |
| 2    | République d'Irlande | 17  | 10 | 5 | 2 | 3 | 17 | 11 | +6   |  | République d'Irlande       | 1-0 |     | 1-1 | 1-3 | 2-1 | 4-0 |
| 3    | Irlande du Nord      | 17  | 10 | 5 | 2 | 3 | 20 | 15 | +5   |  | Irlande du Nord            | 1-2 | 0-4 |     | 5-3 | 1-2 | 4-1 |
| 4    | Autriche             | 16  | 10 | 5 | 1 | 4 | 29 | 14 | +15  |  | Autriche                   | 1-1 | 3-1 | 1-2 |     | 5-0 | 7-0 |
| 5    | Lettonie             | 12  | 10 | 4 | 0 | 6 | 11 | 20 | -9   |  | Lettonie                   | 1-3 | 0-3 | 0-1 | 3-2 |     | 1-0 |
| 6    | Liechtenstein        | 1   | 10 | 0 | 1 | 9 | 1  | 40 | -39  |  | Liechtenstein              | 0-7 | 0-0 | 0-4 | 0-4 | 0-1 |     |

## Phase finale

### Premier tour
| Groupe D |          |     |   |   |   |   |    |    |      |
|          | Équipe   | Pts | J | G | N | P | BP | BC | Diff |
| 1        | Portugal | 7   | 3 | 2 | 1 | 0 | 5  | 1  | +4   |
| 2        | Croatie  | 6   | 3 | 2 | 0 | 1 | 4  | 3  | +1   |
| 3        | Danemark | 4   | 3 | 1 | 1 | 1 | 4  | 4  | 0    |
| 4        | Turquie  | 0   | 3 | 0 | 0 | 3 | 0  | 5  | -5   |

| 9 juin  | Danemark | 1 | 1 | Portugal |
| 11 juin | Turquie  | 0 | 1 | Croatie  |
| 14 juin | Portugal | 1 | 0 | Turquie  |
| 16 juin | Danemark | 0 | 3 | Croatie  |
| 19 juin | Croatie  | 0 | 3 | Portugal |
| 19 juin | Danemark | 3 | 0 | Turquie  |

| 9 juin 1996                       | Danemark       | 1 - 1 | Portugal     | Hillsborough Stadium, Sheffield                     |                                                     |
| 19:30 · Historique des rencontres | B. Laudrup 22e |       | Sá Pinto 53e | Spectateurs : 34 993 Arbitrage : Mario van der Ende | Spectateurs : 34 993 Arbitrage : Mario van der Ende |
| 19:30 · Historique des rencontres | (Rapport)      |       |              | Spectateurs : 34 993 Arbitrage : Mario van der Ende | Spectateurs : 34 993 Arbitrage : Mario van der Ende |

| 14 juin 1996                      | Portugal  | 1 - 0 | Turquie | City Ground, Nottingham                      |                                              |
| 16:30 · Historique des rencontres | Couto 66e |       |         | Spectateurs : 22 670 Arbitrage : Sándor Puhl | Spectateurs : 22 670 Arbitrage : Sándor Puhl |
| 16:30 · Historique des rencontres | (Rapport) |       |         | Spectateurs : 22 670 Arbitrage : Sándor Puhl | Spectateurs : 22 670 Arbitrage : Sándor Puhl |

| 19 juin 1996                      | Croatie   | 0 - 3 | Portugal                           | City Ground, Nottingham                          |                                                  |
| 16:30 · Historique des rencontres |           |       | Figo 4e · Pinto 33e · Domingos 82e | Spectateurs : 20 484 Arbitrage : Bernd Heynemann | Spectateurs : 20 484 Arbitrage : Bernd Heynemann |
| 16:30 · Historique des rencontres | (Rapport) |       |                                    | Spectateurs : 20 484 Arbitrage : Bernd Heynemann | Spectateurs : 20 484 Arbitrage : Bernd Heynemann |

### Quart de finale
| 23 juin 1996                      | Tchéquie     | 1 - 0 | Portugal | Villa Park, Birmingham                        |                                               |
| 18:30 · Historique des rencontres | Poborský 53e |       |          | Spectateurs : 26 832 Arbitrage : Hellmut Krug | Spectateurs : 26 832 Arbitrage : Hellmut Krug |
| 18:30 · Historique des rencontres | (Rapport)    |       |          | Spectateurs : 26 832 Arbitrage : Hellmut Krug | Spectateurs : 26 832 Arbitrage : Hellmut Krug |

## Effectif
Sélectionneur : António Oliveira
| No. | Pos.      | Joueur             | Date de naissance et âge | Sélec. | Club              |
| --- | --------- | ------------------ | ------------------------ | ------ | ----------------- |
| 1   | Gardien   | Vítor Baía         | 15 octobre 1969          |        | FC Porto          |
| 2   | Défenseur | Carlos Secretário  | 12 mai 1970              |        | FC Porto          |
| 3   | Milieu    | Paulinho Santos    | 21 novembre 1970         |        | FC Porto          |
| 4   | Milieu    | Oceano             | 29 juillet 1962          |        | Sporting Portugal |
| 5   | Défenseur | Fernando Couto     | 2 août 1969              |        | AC Parme          |
| 6   | Milieu    | José Tavares       | 25 avril 1965            |        | Boavista          |
| 7   | Milieu    | Vítor Paneira      | 16 février 1966          |        | Vitória Guimarães |
| 8   | Attaquant | João Pinto         | 19 août 1971             |        | Benfica Lisbonne  |
| 9   | Attaquant | Ricardo Sá Pinto   | 10 octobre 1972          |        | Sporting Portugal |
| 10  | Milieu    | Rui Costa          | 29 mars 1972             |        | Fiorentina        |
| 11  | Attaquant | Jorge Cadete       | 27 août 1968             |        | Celtic Glasgow    |
| 12  | Gardien   | Alfredo Castro     | 5 octobre 1962           |        | Boavista          |
| 13  | Défenseur | Dimas              | 16 février 1969          |        | Benfica Lisbonne  |
| 14  | Défenseur | Pedro Barbosa      | 6 août 1970              |        | Sporting Portugal |
| 15  | Attaquant | Domingos Paciência | 2 janvier 1969           |        | FC Porto          |
| 16  | Défenseur | Hélder             | 21 mars 1971             |        | Benfica Lisbonne  |
| 17  | Attaquant | Hugo Porfirio      | 28 septembre 1973        |        | União de Leiria   |
| 18  | Attaquant | António Folha      | 21 mai 1971              |        | FC Porto          |
| 19  | Milieu    | Paulo Sousa        | 30 août 1970             |        | Juventus de Turin |
| 20  | Milieu    | Luís Figo          | 4 novembre 1972          |        | FC Barcelone      |
| 21  | Défenseur | Paulo Madeira      | 6 septembre 1970         |        | CF Os Belenenses  |
| 22  | Gardien   | Rui Correia        | 22 octobre 1967          |        | SC Braga          |

## Navigation